# My Stealthy Freedom
My Stealthy Freedom is een online sociale beweging gestart door journalist Masih Alinejad op 3 mei 2014. De beweging begon op een facebookpagina waar Iraanse vrouwen foto's van zichzelf zonder hidjab (hoefddoek) plaatsten. Het dragen van hijdab is voor vrouwen verplicht sinds de Iraanse Revolutie van 1979. De facebookpagina heeft binnen een maand 500.000 likes binnengehaald.
De beweging is niet tegen de hidjab zelf, maar wel tegen het geforceerd dragen van de hidjab. My Stealthy Freedom heeft ook steunbetuigingen van mannen gekregen. Mannen gaan samen met vrouwen zonder hidjab op de foto of ze plaatsen foto's waarop ze zelf een hidjab dragen.
Vanuit de conservatieve hoek was er veel kritiek, zo heeft televisiecommentator Vahid Yaminpour Alinejad een hoer en lager dan een ongelovige genoemd. Hij voegde daaraan toe dat Alinejad andere vrouwen wil indoctrineren om prostituees te worden. De Iraanse staatstelevisie beweerde dat Alinejad in Londen was verkracht, Alinejad ontkent deze claim.
In mei 2017 lanceerde Alinejad de Witte woensdag-campagne, waarin vrouwen werden aangemoedigd om hun hoofddoek op woensdag te verwijderen of witte sjaals te dragen als een teken van protest.